# جشنواره بین‌المللی امام رضا
جشنواره بین‌المللی فرهنگی هنری امام رضا که به اختصار جشنواره بین‌المللی امام رضا خوانده می‌شود؛ جشنواره ایست که هر ساله در شب میلاد علی بن موسی الرضا در استان‌های مختلف ایران و همچنین بیش از ۷۷ کشور جهان، اجرا می‌شود. در سال ۱۳۹۸، هفدهمین دوره این جشنواره برگزار شد. اما در سال ۱۳۹۹ و به جهت شیوع کرونا، این جشنواره دستخوش تغییراتی گردید. این جشنواره هر ساله از سوی وزارت فرهنگ و ارشاد اسلامی برگزار می‌گردد و اولین دوره آن در سال ۱۳۸۲ برگزار شد.
این جشنواره در رشته‌های مقاله، نمایشنامه یا فیلمنامه، نمایش‌های تولید شده، داستان، آثار تجسمی، کتاب، متون ادبی، شعر، اثر مطبوعاتی و دیجیتال و اثر رادیویی و تلویزیونی برگزار می‌شود.